# Datsun 110
Der Datsun 110 ist ein Kleinwagen, den Datsun von 1955 bis 1957 als Nachfolger der Datsun-DS-Reihe produzierte. Von der Baureihe war auch der Pick-up Datsun 120 abgeleitet, der parallel zu den Überarbeitungen des 110 ebenfalls modernisiert wurde. Die 110-Modellreihe war der Vorläufer des 210 Bluebird. Während das Vorgängermodell Chassis noch von Mitsubishi Heavy Industries an Datsun geliefert wurde, baute Datsun den 110 nun komplett selbst.

## Datsun 110 1955–1955
Im Januar 1955 begann die Produktion des Modell 110 als fünftürige Limousine und Kombi W110, der auch als Krankenwagen gebaut wurde, als Konkurrenzmodell zum gleichzeitig startenden Toyopet Crown. Wenig später startete der Pick-up Datsun 120 und das Modell K110, eine Limousine mit Cabrioverdeck.
Den Antrieb übernahm der wassergekühlte Reihen-Vierzylinder D10 mit 860 cm³ und 25 PS, der noch vor dem Zweiten Weltkrieg entwickelt wurde. Das Chassis produzierte das nur wenig nördlich gelegene Nissan-Werk in Kantō. Das Design, das sich an Austin Motors-Modellen orientierte, war sehr modern zu dieser Zeit, vor allem gegenüber dem Vorgänger. Das Armaturenbrett hatte ein mittiges Kombiinstrument mit Tachometer, Tank- und Temperaturanzeige und die gesamte Bordelektronik bestand aus einem 6-Volt-Spannungsnetz. Der Kühlergrill bestand aus zwei großen horizontalen Chromleisten. In der Kühlermaske wurden die Blinker angebracht und auf der Rückseite waren zwei hohe und schmale ovale Rückleuchten.

### Datsun 112 1955–1956
Im Dezember 1955 löste der 112 den 110 ab. Geändert wurde nun die Lage des Kombiinstrument, das nun direkt vor dem Fahrer saß und es gab nun runde Rückleuchten. Die vorderen Blinker saßen nun auf den Kotflügeln fast direkt vor der Frontscheibe. Der Kühlergrill bestand nun aus zwei horizontalen Reihen mit acht rechteckige Schlitzen und einem großen horizontalen Balken dazwischen. Die Technik blieb völlig unverändert, bei den Modellvarianten gab es nun zusätzlich einen zweitürigen Kombi, während das Cabriolet nicht mehr erhältlich war. Der Datsun 112 gewann den zweiten Mainichi Industrial Design Award 1956 für sein neuartiges Design, gute Wendigkeit und komfortable Innenausstattung.

### Datsun 113 1956–1957
Bereits im Mai 1956 löste der 113 den 112 ab und wurde bis September 1957 gebaut. Die einzige Änderung lag beim Getriebe. Bislang wurde ein in Lizenz produziertes 4-Gang-Schaltgetriebe von Austin Motors aus dem Austin A40 Somerset verwendet. Nunmehr wurde ein eigenes entwickeltes 4-Gang-Getriebe mit synchronisiertem 2, 3- und 4-Gang verbaut. In Asien war eine Lenkradschaltung von großem Vorteil, da sie die Möglichkeit eines Einbaus einer vorderen Dreier-Sitzbank bot. Dies wurde nun beim 113 verwirklicht. Durch die Änderungen sank das Gewicht um 10 kg und gleichzeitig wurde ein neuer Fahrzeugboden eingeführt mit nun geringerem Kardantunnel.
Ab Oktober 1957 wurde der Datsun 210 Bluebird eingeführt, der auf dem 113 basiert. Eigentlicher Nachfolger war aber der Datsun 114, eine preiswertere Version des 210.